# Nordine Oubaali
Nordine Oubaali né le 4 août 1986 à Lens est un boxeur franco-marocain. Le 19 janvier 2019, il remporte le titre de champion du monde des poids coqs WBC à Las Vegas.

## Biographie
Né en France de  parents originaires de Oulad Teïma.

### Carrière amateur
Évoluant dans la catégorie mi-mouches, Oubaali est le treizième d'une famille de dix-huit enfants. Il obtient la reconnaissance internationale en 2007 lorsqu'il remporte la médaille de bronze aux championnats du monde de boxe amateur à Chicago.
En 2008, il fait partie de la délégation française participant aux Jeux olympiques de Pékin. Il est battu en 8e de finale par le futur champion Zou Shiming sur décision (3 points partout à l'issue du combat).
Pour son entrée en compétition lors des jeux olympiques d'été de 2012, Nordine Oubaali bat l'Afghan Ajmal Faisal (22-9) en seizièmes de finale dans la catégorie des moins de 52 kg. Il bat ensuite l'Américain Rau'shee Warren de justesse 19-18 avant de s'incliner en quart de finale contre l'Irlandais Michael Conlan.

### Carrière professionnelle
Il passe professionnel en mars 2014 dans la catégorie des poids coqs. Pour son 5e combat, il remporte en mai 2015 le titre vacant de champion de France en s'imposant par KO au premier round contre Hassan Azaouagh.
Après 14 victoires consécutives dont 11 KO, le 19 janvier 2019, il remporte le titre de champion du monde des poids coqs WBC à Las Vegas, en battant aux points par décision unanime l'ancien champion WBA de la catégorie, Rau'shee Warren,. Oubaali conserve son titre le 6 juillet 2019 en battant Arthur Villanueva par abandon au 6e round.
Il défend sa ceinture WBC pour la 2e fois contre le japonais Takuma Inoue le 7 novembre 2019 en sous carte du combat de réunification des ceintures IBF & WBA de la catégorie entre Naoya Inoue et Nonito Donaire dans la Super Arena de Saitama. Nordine Oubaali remporte une 17e victoire en autant de combats pour conserver sa ceinture : le Japonais s’incline aux points à l'unanimité des juges 115-112, 117-110 et 120-107. Il prévoit de défendre sa ceinture en décembre contre le Philippin Nonito Donaire mais doit renoncer le 13 novembre 2020 après avoir contracté le Covid-19. Le titre WBC est dès lors vacant,. Oubaali rencontre finalement Donaire le 29 mai à Los Angeles pour la défense de son titre WBC. Il est battu par KO au 4e round.
Pour son retour après deux ans d'absence, il est battu aux points par le Nicaraguayen Ricardo Martinez, le 29 avril 2023 à Douai.

## Palmarès

### Titres amateurs

#### Championnats du monde
- Médaille de bronze des poids mi-mouches aux championnats du monde de boxe amateur 2007 à Chicago

#### Championnats de France
- Champion de France en 2006, 2007, 2008[11], 2009 et 2010.

#### Jeux de la Francophonie
- Médaille d'or aux Jeux de la francophonie 2009

## Titres professionnels en boxe anglaise

### Titres mondiaux majeurs
- Champion du monde poids coqs WBC (2019-2021)

### Titres régionaux/internationaux
- Champion poids coqs WBC Silver (2017-2018)
- Champion poids coqs WBA Inter-Continental (2016-2020)

### Titres nationaux
- Champion poids coqs FFB (2015-2016)